# Hans Kotter (ur. 1966)
Hans Kotter (ur. 1966 w Mühldorf am Inn) – niemiecki artysta, którego sztuka składa się z efektów świetlnych i kolorystycznych współgrających z otoczeniem.

## Życie i twórczość
Hans swoje dzieciństwo spędził w Niemczech. W latach od 1993 do 1994 uczęszczał jako student do Art Students League w Nowym Jorku. Swoją wiedzę ugruntował w Media Design Academy w Monachium w latach 2001–2003. W roku 2004 Hans Kotter otrzymał nagrodę Nagrodę Kultury Bayernu przyznawaną przez E.ON Bayern AG w kategorii architektura. Mieszka i pracuje w Berlinie od 2003 roku. W latach 2007 do 2013 był wykładowcą na Państwowa Akademia Sztuk Pięknych w Stuttgarcie.
Tworzy fotografią, sztukę koncepcyjną, lekką i instalacyjną. Rzeźby świetlne, z których jest najlepiej znany łączą ze sobą lustra oraz zmieniające się kolorowe światła. Jego prace zawierają także fotografie współgrające ze światłem odbijającym się od różnego rodzaju pryzmatów co tworzy płynną głębie i otwiera interakcje dla widza. Koncentruje się on w nich na fizycznych, artystycznych elementach światła, koloru i przestrzeni. Interesuje się zmieniającym się wyglądem tych elementów w różnych warunkach fizycznych. Tworzy zarówno małe indywidualne dzieła sztuki, jak i duże instalacje, które opierają się na lekkiej i często integrującej fotografii.
Prace Hansa były prezentowane na wystawach min. z Adolfem Luther, Heinz Mack, Otto Piene, François Morellet.
Dzieła Kottera była prezentowane w wielu galeriach i muzeach w całej Europie i Stanach Zjednoczonych od początku lat dziewięćdziesiątych. Jego prace są ujęte w międzynarodowych zbiorach, w tym kolekcji Borusan w Stambule; Muzeum Kinetica w Londynie; Kolekcja dzieł sztuki Targetti we Florencji, Włochy; Muzeum Ritter w Waldenbuch, Niemcy; Muzeum Osthaus w Hagen w Niemczech; Kunstmuseum Celle, Niemcy; MAKK Museum für Angewandte Kunst Köln (Muzeum Sztuki Użytkowej, Kolonia), Niemcy; Villa Datris w mieście L’Islesur la Sorgue, Francja; I Topping Rose House w mieście Bridgehampton w stanie Nowy Jork; pośród innych.

## Wybrane prace

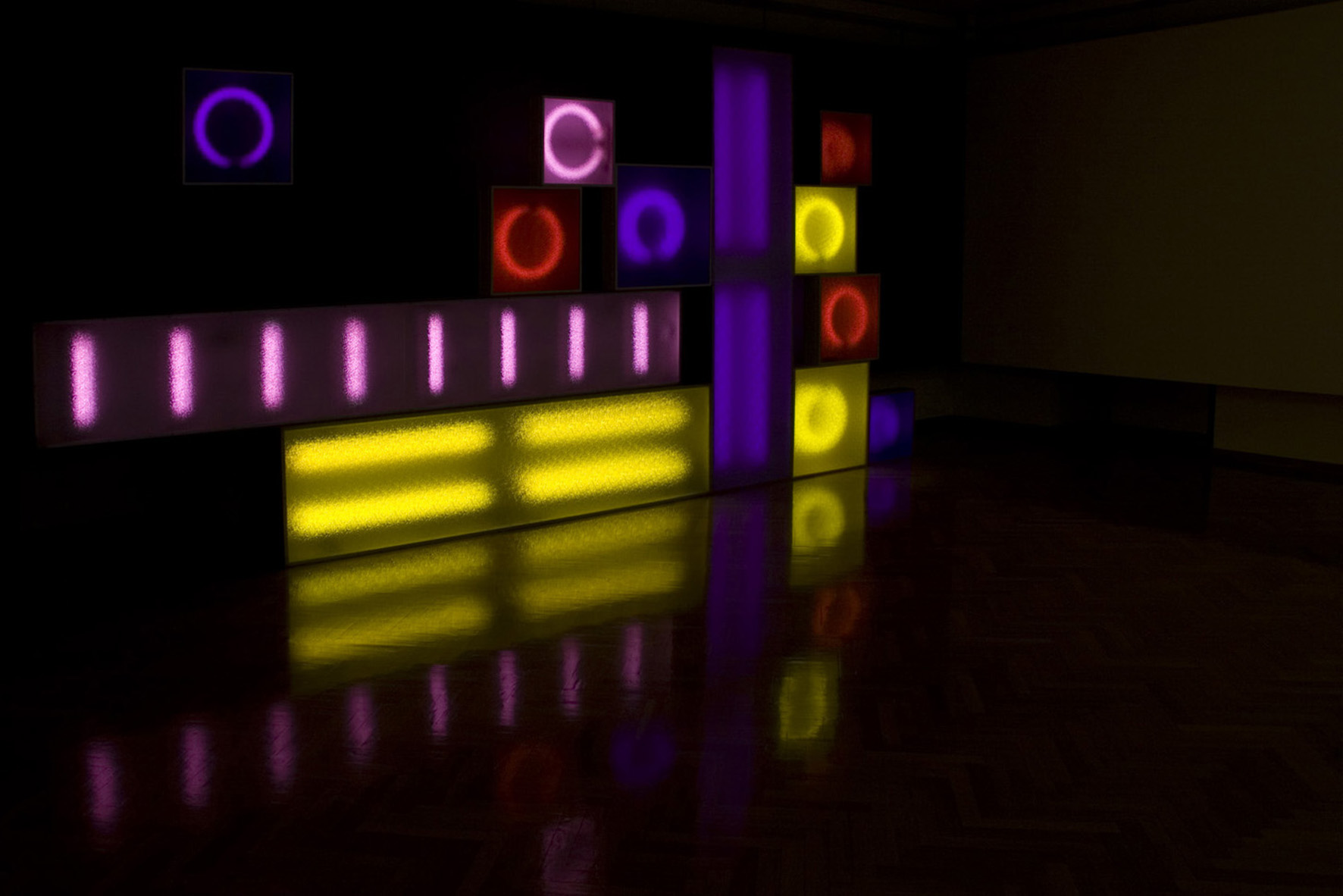
Replaced, 2008
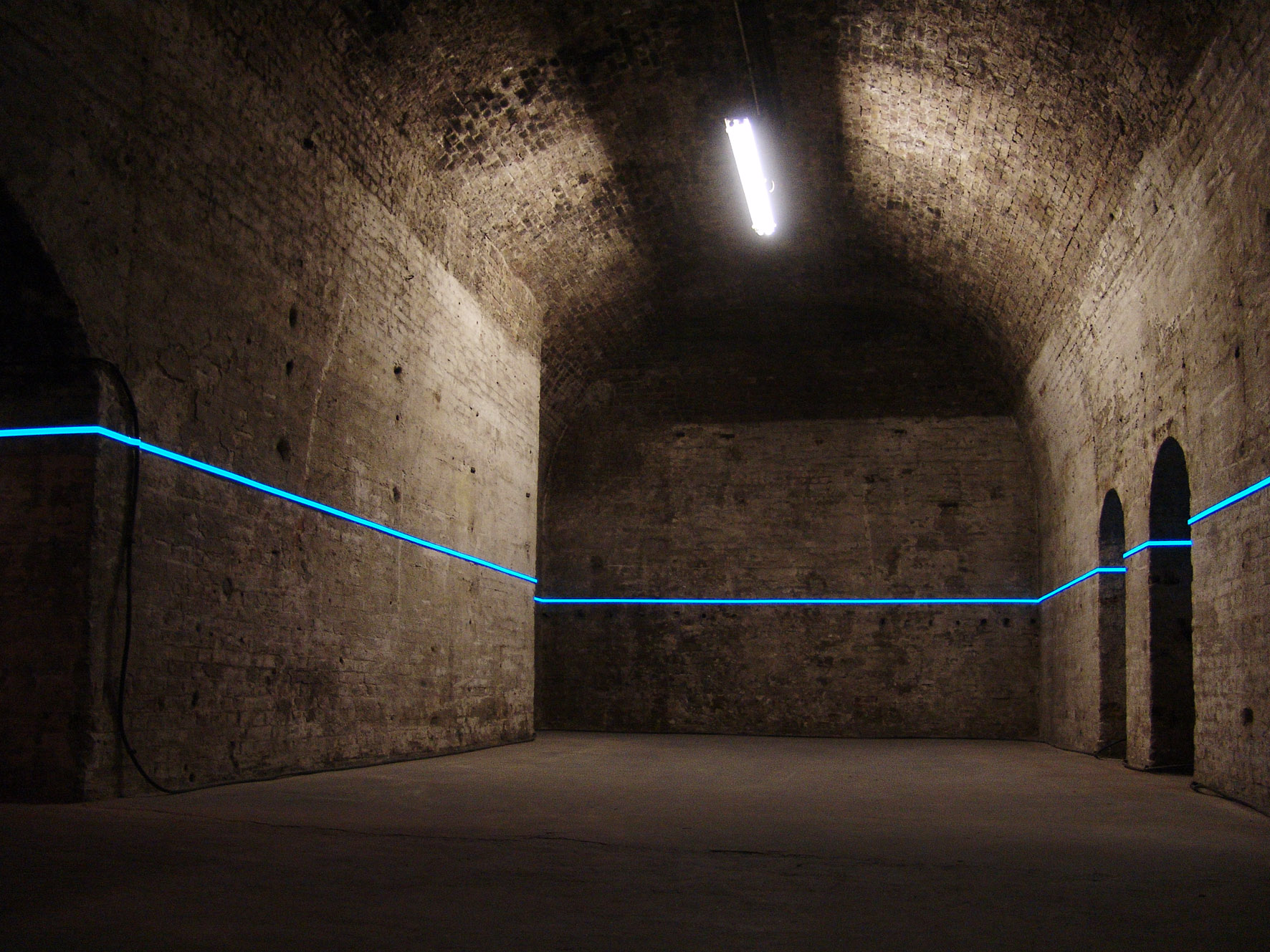
Balance, Shunt London, Kinetica Museum London – 2008
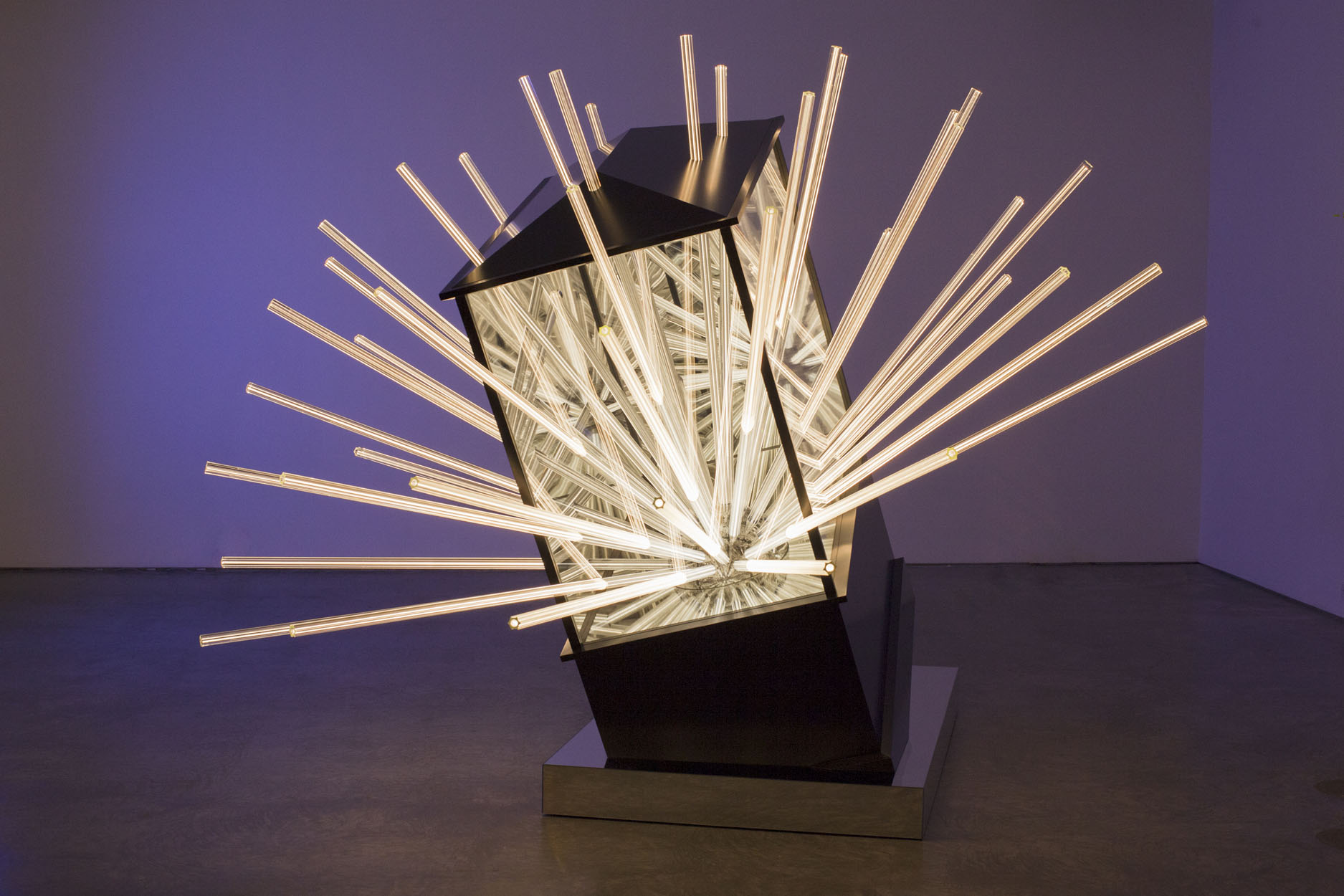
Big Bang….Interruption!, 2013
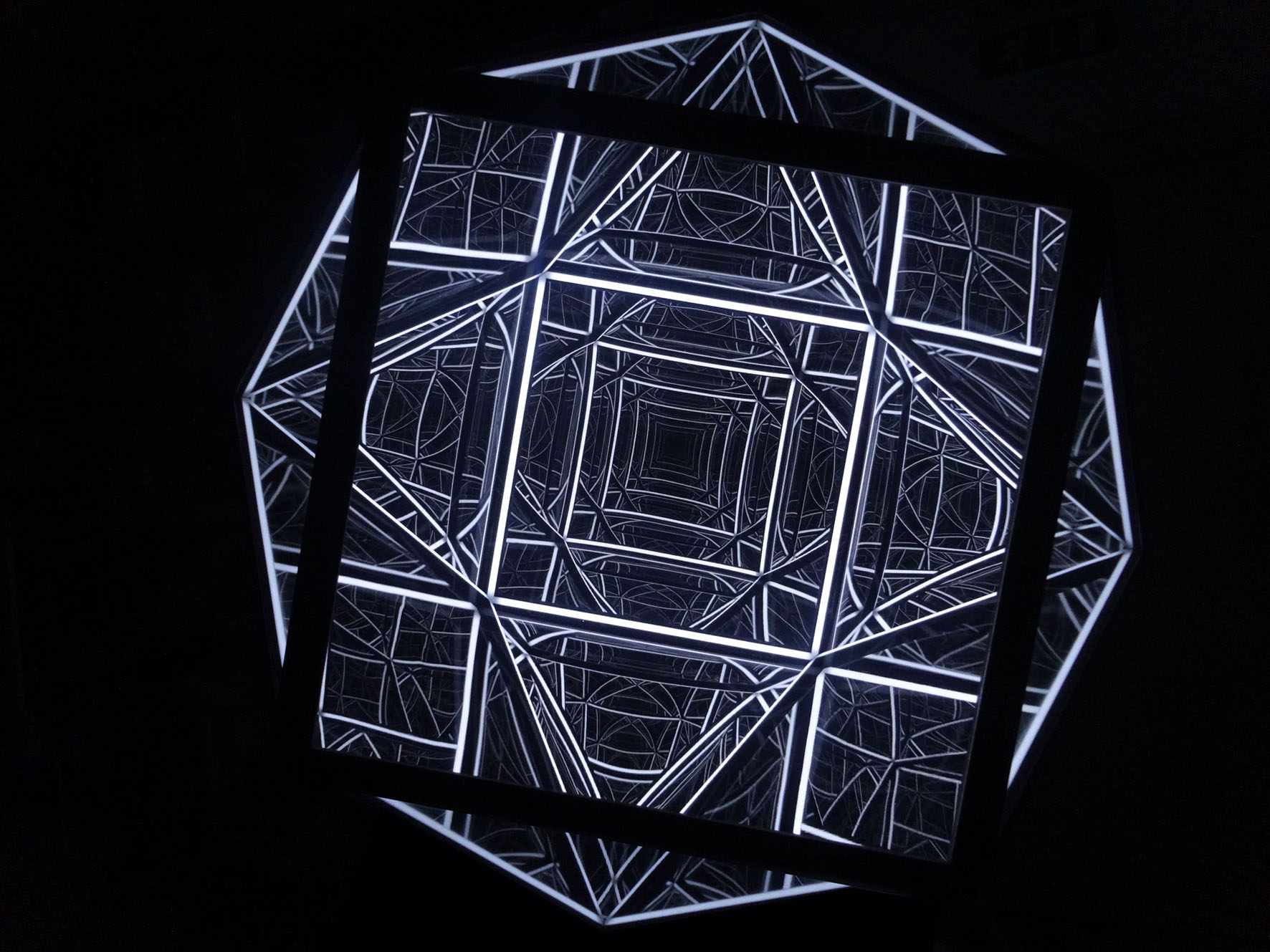
Point of View, 2017